# خاربینوویتسه
خاربینوویتسه (به لهستانی:  Charbinowice) یک روستا در لهستان است که در گمینا اوپاتوویتس واقع شده‌است.